# Julij Mamczur
Julij Wałerijowycz Mamczur, ukr. Юлій Валерійович Мамчур (ur. 15 sierpnia 1971 w Humaniu) – ukraiński wojskowy, pułkownik Sił Powietrznych Sił Zbrojnych Ukrainy, deputowany VIII kadencji.

## Życiorys
W ukraińskim wojsku dosłużył się stopnia pułkownika, został pilotem 1. klasy. W 2013 objął dowództwo sewastopolskiej taktycznej brygady lotniczej. Podczas kryzysu krymskiego Julij Mamczur opowiedział się po stronie ukraińskich władz w Kijowie. 3 marca 2014 jego oddział został wezwany do poddania się siłom prorosyjskim. Wojskowy poprowadził swoich nieuzbrojonych żołnierzy w kierunku sił przeciwnika okupujących bazę wojskową w Belbeku, na co ci odpowiedzieli ostrzegawczymi strzałami.
Oddziałowi Julija Mamczura udało się czasowo odzyskać bazę powietrzną, w której jego żołnierze pozostali jeszcze przez blisko dwadzieścia dni, stając się ostatnim bastionem oporu przeciwko aneksji Krymu. 22 marca 2014 placówka została zajęta przez siły prorosyjskie, a pułkownik wraz z kilkoma ukraińskimi wojskowymi uwięziony. Zwolniono go po czterech dniach (26 marca). Udało mu się uzyskać zgodę okupanta na ewakuację części samolotów jego jednostki, które strona rosyjska uznała za bezwartościowe czy uszkodzone.
Wraz z rodziną osiedlił się w Mikołajowie. We wrześniu 2014 Julij Mamczur został znalazł się w pierwszej dziesiątce listy wyborczej Bloku Petra Poroszenki, uzyskując w wyborach z października tegoż roku mandat posła do Rady Najwyższej VIII kadencji, który wykonywał do 2019.
Odznaczony Orderem Bohdana Chmielnickiego III klasy (2014).